# Prix Gémeaux du meilleur téléroman
Le prix Gémeaux du meilleur téléroman est une récompense télévisuelle remise par l'Académie canadienne du cinéma et de la télévision entre 1991 et 2015.

## Lauréats
- 1991 - Jamais deux sans toi
- 1992 - Jamais deux sans toi
- 1993 - Cormoran
- 1994 - Cormoran
- 1995 - Montréal P.Q.
- 1996 - Sous un ciel variable
- 1997 - 4 et demi...
- 1998 - Sous le signe du lion
- 1999 - 4 et demi...
- 2000 - 4 et demi...
- 2001 - 4 et demi...
- 2002 - Le Monde de Charlotte
- 2003 - Le Monde de Charlotte
- 2004 - Annie et ses hommes
- 2005 - Annie et ses hommes
- 2006 - Annie et ses hommes
- 2007 - Annie et ses hommes
- 2008 - Annie et ses hommes
- 2009 - Annie et ses hommes
- 2010 - Yamaska
- 2011 - Yamaska
- 2012 - Providence
- 2013 - O'
- 2014 - O'
- 2015 - Unité 9
- 2016 - Unité 9